# Unonopsis pittieri
Unonopsis pittieri är en kirimojaväxtart som beskrevs av William Edwin Safford.
Unonopsis pittieri ingår i släktet Unonopsis och familjen kirimojaväxter. Inga underarter finns listade i Catalogue of Life.